# Trockenrasen-Marienkäfer

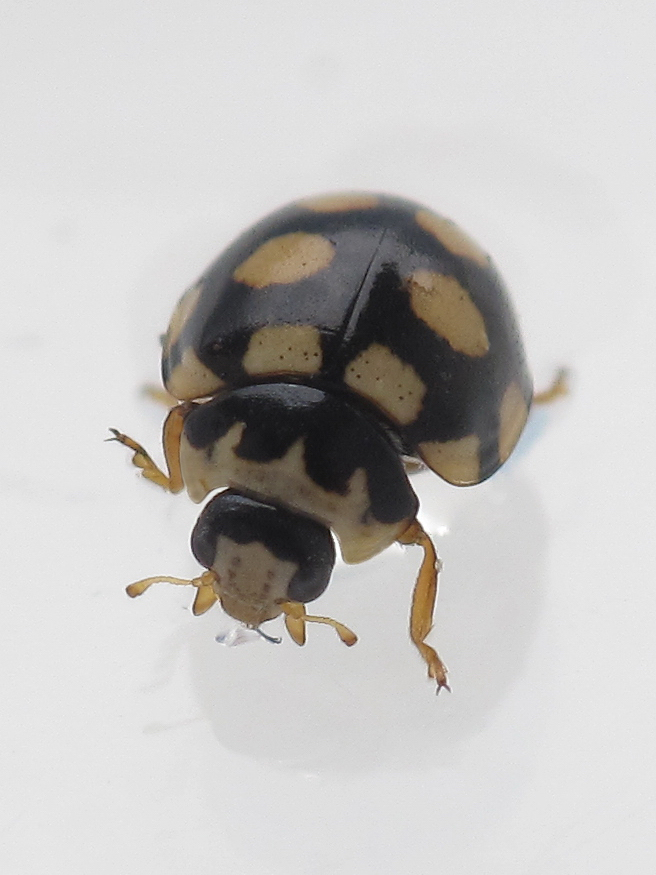
Frontansicht

Der Trockenrasen-Marienkäfer (Coccinula quatuordecimpustulata) ist ein Käfer aus der Familie der Marienkäfer (Coccinellidae).

## Beschreibung
Die Käfer werden drei bis vier Millimeter lang. Sie haben schwarze Deckflügel mit gelben Punkten. Der Fleck am Hinterteil ist nierenförmig.

## Vorkommen
Die Art ist in ganz Europa verbreitet. Sie kommt vor allem in Osteuropa vor. In Kleinasien ist die Art ebenfalls vertreten.

## Lebensweise
Die Käfer beobachtet man zwischen April und Mitte September. Coccinula quatuordecimpustulata gilt als eine wärmeliebende Art, die als Lebensraum trockene Standorte bevorzugt, insbesondere Trockenrasen und sandige Gebiete mit Besenginster-Vegetation. Ferner treten die Käfer an Feldrainen und Waldrändern sowie in sonnigen Kahlschlägen auf. Die Art tritt gelegentlich in Massen auf.
Imagines und Larven der Trockenrasen-Marienkäfer ernähren sich räuberisch von verschiedenen Blattläusen. Zu diesen zählen die Grüne Zwetschgenblattlaus (Brachycaudus helichrysi), der Gemeine Birnenblattsauger, Diuraphis noxia, Schizaphis graminum sowie Sitobion avenae.

## Taxonomie
In der Literatur findet man folgende Synonyme:
- Coccinella quatuordecimpustulata Linnaeus, 1758 – ursprüngliche Namenskombination

## Etymologie
Der Namenszusatz quatuordecimpustulata leitet sich aus dem Lateinischen ab und bedeutet „vierzehnfleckig“. Er bezieht sich auf die insgesamt vierzehn gelben Flecke auf den Deckflügeln.